# Эйдерстедт, Инге
И́нге О́ке Эма́нуэль Э́йдерстедт (швед. Inge Åke Emanuel Ejderstedt, род. 24 декабря 1946, Lenhovda) — шведский футболист, игравший на позиции нападающего.
Выступал за клубы «Эстер» и «Андерлехт». Участник чемпионатов мира 1970 и 1974 годов в составе национальной сборной Швеции.

## Клубная карьера
Эйдерстедт является воспитанником «Молероса» и первые годы своей взрослой карьеры провёл в «Отвидаберге». В 1967 году перешёл в команду второго дивизиона «Эстер», в составе которой отличился 23 раза в 23 матчах и в том же сезоне помог выйти в высший дивизион. Уже в следующем сезоне клуб завоевал чемпионский титул, во многом благодаря Эйдерстедту, который был одним из главных бомбардиров клуба в паре с Харри Бильдом.
В 1970 году после трёх с половиной лет в «Эстере» Эйдерстедт решил начать профессиональную карьеру футболиста, которой ещё не существовало в Швеции, и подписал контракт с бельгийским «Андерлехтом». В новой команде швед сразу стал игроком стартового сезона и в сезоне 1971/1972 помог команде завоевать «золотой дубль», а в следующем Кубок Бельгии. Однако с приходом нового тренера Урбена Брамса в начале сезона 1973/1974 Эйдерстедт утратил место в основе и сыграл лишь три матча в чемпионате и два в кубке.
В итоге в 1974 году Эйдерстедт вернулся в «Эстер», за который отыграл ещё три сезона. В сезоне 1976 года внёс вклад в лучшую европейскую компанию в истории шведской команды: сначала клуб стал обладателем Кубка Интертото, а затем после побед в первом и втором раунде над КуПСом (4:3 по сумме двух матчей) и «Хибернианом» (4:3) клуб уступил в третьем раунде розыгрыша «Барселоне» (1:8). По окончании этого года завершил карьеру футболиста. Всего он провёл 114 матчей в чемпионате Швеции и забил 39 голов.

## Карьера в сборной
19 февраля 1968 года дебютировал в официальных матчах в составе национальной сборной Швеции в товарищеском матче против Израиля (3:0), в котором отметился хет-триком.
В составе сборной был участником чемпионатов мира 1970 года в Мексике и 1974 года в ФРГ. Впрочем, на обоих турнирах Эйдерстедт был запасным игроком, сыграв на первом из них один матч против Италии (0:2), а на втором два — с Нидерландами (0:0) и ФРГ (2:4).
Всего в течение карьеры в национальной команде, которая длилась 7 лет, провёл в её форме 23 матча, забив 8 голов.

## Достижения
«Эстер»
- Чемпион Швеции: 1968

«Андерлехт»
- Чемпион Бельгии (2): 1971/1972, 1973/1974
- Обладатель Кубка Бельгии (2): 1971/1972, 1972/1973
- Обладатель Кубка бельгийской лиги[англ.] (2): 1973, 1974